# 1824 au Nouveau-Brunswick
Chronologie du Nouveau-Brunswick
- 1820
- 1821
- 1822
- 1823
- 1824
- 1825
- 1826
- 1827
- 1828

Cette page concerne des événements survenus en 1824 dans la colonie du Nouveau-Brunswick.

## Événements
- 28 août : Howard Douglas devient lieutenant-gouverneur du Nouveau-Brunswick.

## Naissances
- 4 janvier : Peter Mitchell, premier ministre du Nouveau-Brunswick
- 27 janvier : Urbain Johnson, député
- 12 mars : Arthur Hill Gillmor, député et sénateur
- 27 avril : John Pickard, député

## Décès
- 19 décembre : Otho Robichaud, marchand